# メトロレール (ハウテン)
メトロレール (ハウテン)（英語: Metrorail Gauteng）は、南アフリカ共和国ハウテン州の通勤電車である。メトロレールの地域運行となっている。

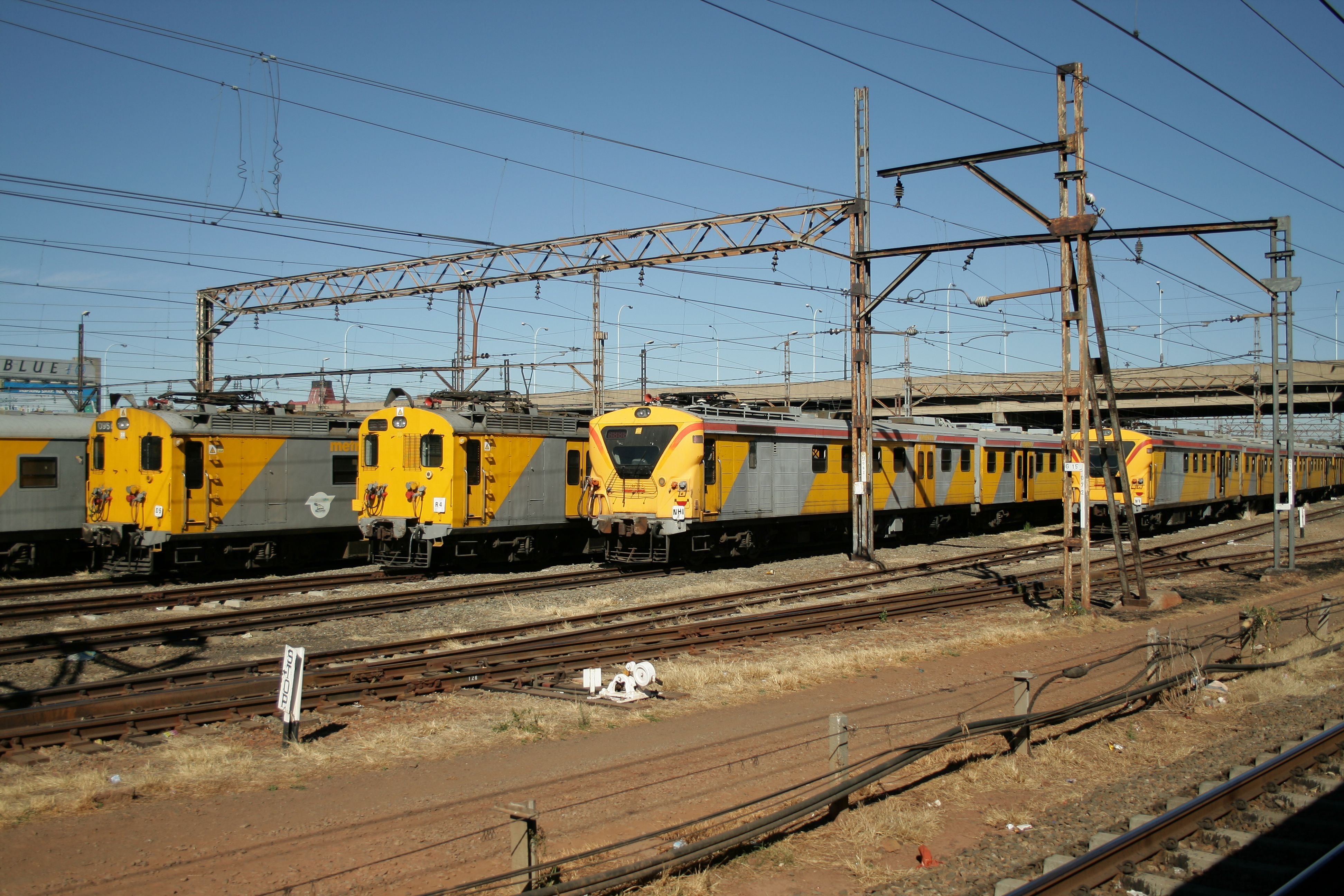
メトロレールの旧型車両

## 概要
南アフリカ旅客鉄道公社によってハウテン州の南アフリカ最大の都市であるヨハネスブルクと首都プレトリア大都市圏内、ウィットウォーターズランド地域を運行する路線であり、アフリカ大陸最大の都市電車網を誇っている。ヨハネスブルクパーク駅を中心に運行されている。2010 FIFAワールドカップの試合会場となったヨハネスブルクのFNBスタジアム（サッカーシティースタジアム）にはNasrec駅、エリス・パーク・スタジアムにはEllis Park駅、プレトリアのロフタス・ヴァースフェルド・スタジアムにはLoftus Versfeldpark駅が隣接しておりメトロレールで行くことができる。同地域内を走るハウトレインは標準軌であり別組織である。

## 路線と駅
全部で11系統、28路線、197駅ある。ソウェトビジネスエクスプレスとツワネ-JHBビジネスエクスプレスという快速電車も運行されている。なお、2025年現在、老朽化した設備の近代化等が進められており、いくつかの駅は廃駅となっている。

### ヨハネスブルク～プレトリア間

#### Johannesburg–Leralla/Pretoria線
ヨハネスブルクとプレトリアを結ぶ幹線で途中のKAALFONTEIN駅でLerallaへ行く支線と分岐する。深夜2時台から運行されていて便利だが、外国人利用者はヨハネスブルク-プレトリア間は安全なハウトレインを利用するのが一般的である。快速電車の運行も行われている。ELANDSFONTEIN～LERALLA間の区間電車も多く設定されている。プレトリアまでの直通電車の本数は毎時1本程度で所要時間は快速が約1時間11～20分、普通が1時間43分前後である。
- 本線
  - ヨハネスブルクパーク駅
  - DOORNFONTEIN
  - ELLISPARK･･･エリス・パーク・スタジアムに隣接
  - JEPPE
  - GEORGE GOCH
  - DENVER
  - TOORONGA
  - CLEVELAND
  - GELDENHUIS
  - DRIEHOEK
  - PRESIDENT
  - GERMISTON
  - KNIGHTS
  - RAVENSKLIP
  - ELANDSFONTEIN
  - ISANDO
  - RHODESFIELD･･･ハウトレイン乗換駅
  - KEMPTON PARK
  - VAN RIEBEECK PARK
  - BIRCHLEIGH
  - KAALFONTEIN･･･支線と分岐
  - OAKMOOR
  - OLIFANTSFONTEIN
  - PINEDENE
  - IRENE
  - CENTURION
  - SPORTPARK
  - KLOOFSIG
  - FONTEINE
  - プレトリア駅

- 支線
  - KAALFONTEIN
  - TEMBISA
  - LIMINDLELA
  - LERALLA

### ヨハネスブルク都市圏内

#### Johannesburg–Springs線
Springsからヨハネスブルクパーク駅までを結ぶ。平日日中は毎時1～2本の運行。GERMISTON駅からヨハネスブルクパーク駅まではプレトリア方面からの路線に合流する。
- ヨハネスブルクパーク駅～GERMISTON駅間･･･Johannesburg–Leralla/Pretoria線と共通。
- DELMORE
- ANGELO
- OOSRAND
- BOKSBURG
- BOKSBURG-OOS
- DUNSWART
- BENONI
- NEW KLEINFONTEIN
- APEX
- ANZAC
- BRAKPAN
- SCAPENSRUST
- NEW ERA
- POLLAK PARK
- SPRINGS

#### Daveyton–Dunswart線
DAVEYTONからDUNSWARの間を結ぶ支線で、平日には一部電車がDUNSWARTから先のヨハネスブルクパーク駅まで直通運転を行っている。平日日中は毎時2本程度の運転となる。
- DUNSWART
- AVENUE
- NORTHMEAD
- VAN RYN
- ALLIANCE
- DAVEYTON

#### Springs–Nigel線
SPRINGSとNIGELを結ぶ支線。運行本数は非常に少ない。
- SPRINGS
- SELPARK
- DAGGAFONTEIN
- STRUISBULT
- ROADBEND
- DUNNOTTAR
- SERVAAS
- NIGEL

#### Johannesburg–Randfontein線
ヨハネスブルクパーク駅と郊外のランドフォンテインを結ぶ路線。平日日中は30～1時間間隔で運行される。快速列車も運行される。
- ヨハネスブルクパーク駅
- BRAAMFONTEIN
- MAYFAIR
- GROSVENOR
- LANGLAAGTE
- INDUSTRIA
- WESTBURY
- NEWCLARE
- BOSMONT
- MARAISBURG
- UNIFIED
- FLORIDA
- HAMBERG
- GEORGINIA
- ROODEPOORT
- HORISON
- PRINCESS
- WITPOORTJIE
- LUIPAARDSVLEI
- LANWEN
- WINDSOR MINE
- KRUGERSDORP
- WES-RAND
- MILLSITE
- ROBINSON
- HOME LAKE
- RANDFONTEIN

#### George Goch–Johannesburg–Naledi線
ヨハネスブルク市街地のGEORGE GOCHとソウェトにあるNALEDI駅までを結ぶ路線。5つのルートに分かれる。快速運転も行われている。
- 系統1･･･GEORGE GOCHからNALEDIまで。
  - GEORGE GOCH
  - BENROSE
  - KASERNE WEST
  - BOOYSENS
  - CROWN
  - NEW CANADA
  - MZIMHLOPE
  - PHOMOLONG
  - PHEFENI
  - DUBE
  - IKWEZI
  - INHLAZANE
  - MERAFE
  - NALEDI

- 系統2･･･ヨハネスブルクパーク駅からNALEDIまで。
  - ヨハネスブルクパーク駅～NEW CANADA駅間はJohannesburg - Vereeniging線と共通。NEW CANADA駅からは系統1を通って NALEDIまで運行。ヨハネスブルクパーク駅から先のGEORGE GOCHまで延長運転する電車も本数は少ないがある。

- 系統3･･･FARADAYから発着し、BOOYSENSで系統1に合流。NALEDIまで運行する。
  - FARADAY
  - VILLAGE MAIN
  - BOOYSENS

- 系統4･･･WESTGATEから発着し、CROWNで系統1に合流。NALEDIまで運行する。
  - WESTGATE
  - CROWN

- 系統5･･･ヨハネスブルクパーク駅から系統2を通ってLANGLAAGTE駅に停車しサッカー・シティ・スタジアムに隣接するNASREC駅まで運行する。1日数本のみの運転となる。
  - ヨハネスブルクパーク駅
  - LANGLAAGTE
  - NASREC

#### Johannesburg - Vereeniging線
ヨハネスブルクーク駅からNew Canadaを経由してフェリーニヒングまでを結ぶ路線。ヨハネスブルクパーク駅から先のGEORGE GOCHまで延長運転をする電車が多い。また、George Goch–Johannesburg–Naledi線から乗り入れてくる電車もある。
- ヨハネスブルクパーク駅～LANGLAAGTE駅間はJohannesburg–Randfontein線と共通。
- CROESUS
- LONGDALE
- NEW CANADA
- MLAMLANKUNZI
- ORLANDO
- NANCEFIELD
- KLIPTOWN
- TSHIAWELO
- MIDWAY
- LENZ
- LAWLEY
- ANGLERS
- MIDANNADALE
- GRASMERE
- STRETFORD
- RESIDENSIA
- EATONSIDE
- KWAGGASTROOM
- HOUTHEUWEL
- KLEIGROND
- LEEUHOF
- DUNCANVILLE
- VEREENIGING

#### Johannesburg–Oberholzer線
ヨハネスブルクとオベールホルツァー（OBERHOLZER）を結ぶ。本数は1日数と非常に少ない。
- ヨハネスブルクパーク駅～MIDWAY駅間はJohannesburg–Vereeniging線と共通
- WATERWORKS
- GOUDEON
- SUURBEKOM
- WESTONARIA
- GOUDRYK
- BANK
- MAIZELANDS
- OBERHOLZER

#### Germiston–Kwesine線
ヨハネスブルクのジャーミストンとKwesineを結ぶ路線。Germiston駅～ELSBURG駅間はGermiston–Kliprivier–Vereeniging線と並行する。GERMISTON駅を出るとPRESIDENT駅方面とKUTALO駅方面の二つの経路に分かれ、KUTALOに停車する電車はELSBURGまで通過となる。
- GERMISTON
- KUTALO
- PRESIDENT
- GERMISTON WEST
- GERMISTON SOUTH
- GERMISTON LAKE
- PARK HILL
- ELSBURG
- WADEVILLE
- KATLEHONG
- LINDELA
- PILOT
- KWESINE

#### Germiston–Kliprivier–Vereeniging線
ヨハネスブルクのジャーミストンとフェリーニヒングまでを結ぶ路線。ほとんどの電車でGermiston–Kwesine線と並行するPRESIDENT駅～ELSBURG駅間は快速運転となり通過となる。平日日中は毎時1本の運行となる。
- GERMISTON～ELSBURG･･･Germiston–Kwesine線と共通。途中駅はほとんど電車が通過。
- DALLAS
- WATTLES
- UNION
- NATALSPRUIT
- MPILISWENI
- ANGUS
- KLIPRIVIER
- SKANSDAM
- DALESIDE
- HENLEY ON KLIP
- MEYERTON
- KOOKSRUS
- REDAN
- ALLOY
- VEREENIGING

#### Germiston–New Canada線
ジャーミストンからNew Canadaまでの運転。
- Germiston
- PRESIDENT
- INDIA
- RETIONERY
- HILLVIEW
- JUPITER
- KASERNE WEST
- BOOYSENS～New Canada間はGeorge Goch–Johannesburg–Naledi線と共通。

#### Germiston–Alberton線
ジャーミストンからAlbertonまでの運転。
- GERMISTON～RETIONERY間はGermiston–New Canada線と共通
- GOSFORTH PARK
- ALBERTON

### プレトリア都市圏内

#### Pretoria–Saulsville線
プレトリアとSaulsvilleを結ぶ区間列車で平日日中時は毎時1～2本程度の運行。
- プレトリア駅
- PRETORIA-B
- BARRACKS
- PRETORIA-WES
- REBECCA
- ELECTRO
- COR DELFOS
- KALAFONG
- ATTERIDGEVILLE
- SAULSVILLE

#### Pretoria/Belle Ombre–De Wildt/Mabopane線
プレトリア駅から途中で2系統（MABOPANE、DE WILDT）に分かれる他、MABOPANE～BELLE-OMBRE間の運行の3つのルートがある。終着駅のDE WILDT駅はハウテン州ではなく北西州に位置する。
- 系統1･･･プレトリア駅～MABOPANE間。
  - プレトリア駅
  - BOSMANSTRAAT
  - BARRACKS
  - PRETORIA-WES
  - MITCHELLSTRAAT
  - SCHUTTESTRAAT
  - GOLF
  - TECHNIKON RANT
  - HERCULES
  - DASPOORT
  - MOUNTAIN VIEW
  - WONDERBOOM
  - PRETORIA-NOORD
  - WOLMERTON
  - WINTERSNEST
  - AKASIABOOM
  - KOPANONG
  - SOSHANGUVE
  - MABOPANE

- 系統2･･･プレトリア駅～MABOPANE間。WINTERSNEST駅で分岐
  - ROSSLYN
  - LYNROSS
  - MEDUNSA
  - GA-RANKUWA
  - TAILLARDSHOOP
  - DE WILDT

- 系統3･･･MABOPANE～HERCULES～BELLE-OMBRE駅間でプレトリア駅は経由しない。
  - BELLE-OMBRE

#### Pretoria–Pienaarspoort線
プレトリア駅～PIENAARSPOORTまでの路線。
- プレトリア駅
- MEARSSTRAAT
- DEVENISHSTRAAT
- WALKERSTRAAT
- LOFTUS VERSFELD PARK･･･ロフタス・ヴァースフェルド・スタジアムの最寄り駅
- RISSIK
- HARTBEESSPRUIT
- KOEDOESPOORT
- SILVERTON
- EERSTERUS
- WALTLOO
- DENNEBOOM
- EERSTE FABRIEKE
- MAMELODI-GARDENS
- GREEN VIEW
- PIENAARSPOORT

#### Hercules–Capital Park–Pienaarspoort線
HERCULES～RAYTONまでの運行。
- HERCULES
- CAPITAL PARK
- GEZINA
- DEERNESS
- VILLIERIA
- PIERNEEFSRUS
- QUEENSWOOD
- KOEDOESPOORT～PIENAARSPOORT間はPretoria–Pienaarspoort線と共通
- PANAPOORT
- VAN DER MERWE
- RAYTON

### ビジネスエクスプレス
以下の2ルートにラッシュ時に特急のビジネスエクスプレスが運行されている。
- ソウェト・ビジネスエクスプレス：ヨハネスブルクパーク駅～NALEDI間
- ツワネ・ビジネスエクスプレス：ヨハネスブルクパーク駅～プレトリア駅間

## 運行時間
運行時間帯は多くの路線で深夜3時～21時前後。治安が非常に悪いにもかかわらず始発は早く深夜2時～3時から運行されているが、終電時間は夜20時台が多く、遅くても21時台と早い。ラッシュ時間帯は1時間に4～10本、日中は30～90分間隔での運行となる路線が多い。また、土日や祝日は本数は少ない。

## 運賃
ゾーン制となっており、距離によって決まる。また、メトロ/メトロプラス/メトロプラス・エクスプレスの3区分がある。左から、メトロ/メトロプラス/メトロプラス・エクスプレス
- ゾーン1（1～10㎞）:6.50/ 8.50/10.00ランド
- ゾーン2（11～19㎞）:6.50/9.00/11.00ランド
- ゾーン3（20～30㎞）:7.50/10.00/12.00ランド
- ゾーン4（31～50㎞）:8.50/12.00/15.00ランド
- ゾーン5（51～100㎞）:10.50/16.50/21.00ランド
- ゾーン5（100㎞～）:11.50/19.50/23.00ランド

## 電車内での犯罪と安全について
通勤電車網としてはアフリカ大陸最大の路線網を誇る一方、「治安が非常に悪い」とされ、電車内での殺人や強盗事件、トレインサーフィンなどが問題となっている。
5M2A形に代表される車両の老朽化・損傷も激しく、路線整備・維持に十分な予算が投入されておらず脱線・衝突事故も起きている。そのため、利用者も白色人種は非常に少なく、白色人種にくらべ平均所得の低いアフリカ人種(黒人)やインド-マレー系人種(カラードと呼ばれる)がほとんどである。
日本ではヨハネスブルクの鉄道網は「安全」なハウトレインのみが紹介され、メトロレールは交通手段としてはほとんど紹介されていないものの、実際には運賃も格安で非常に便利な路線であり、多くの有色人種の人の公共交通機関として使われている(極まれに日本人の観光客も利用し、その利便性に驚く)。
その後、新車両のエクストラポリス・メガも導入され駅設備や路盤等の近代化工事も進められている。車内では飲食禁止、車内での警備員の巡回も頻繁におこなれており治安向上対策に努めている。